# Royaume de Pinya
Cette page contient des caractères spéciaux ou non latins. S’ils s’affichent mal (▯, ?, etc.), consultez la page d’aide Unicode.
1310–1364
Entités précédentes :
- Royaume de Myinsaing

Entités suivantes :
- Royaume d'Ava

Le royaume de Pinya (birman ပင်းယခေတ်, pɪ́ɴja̰ kʰɪʔ) est un état maître d'une partie de la Birmanie centrale de 1310 à 1364. Il succédait au royaume de Myinsaing, un des multiples petits états surgis après la chute du royaume de Pagan en 1287. Dirigé par des rois shans birmanisés, Pinya affronta parfois son rival de l'autre côté de l'Irrawaddy pour le contrôle de la Birmanie centrale, le royaume de Sagaing, mais resta le plus souvent sur la défensive du fait des fréquents raids shans contre son territoire. Les deux royaumes s'effondrèrent en 1364 après le sac de leurs deux capitales par les shans de Mogaung.
Le royaume d'Ava, fondé par un prince de Sagaing, Thadominbya, leur succéda à tous deux en 1364 et devint la puissance dominante en Birmanie centrale pour les 150 années suivantes.

## Histoire

### Origines
Le royaume de Pinya est la continuation du royaume de Myinsaing, fondé en 1298 par trois frères shans, Athinhkaya, Yazathingyan et Thihathu. (Sans la sécession de Sagaing en 1315, il aurait gardé le nom de royaume de Myinsaing.) En 1310, le plus jeune frère, Thihathu, consolida son pouvoir en empoisonnant son frère aîné (le cadet était mort de mort naturelle),. Thihathu avait prévu de transférer sa capitale de Pinle vers les bords de l'Irrawaddy, sans trop s'éloigner de l'importante région céréalière de Kyaukse (à cette époque Pagan, qui avait compté 50 000 habitants avant les invasions mongoles était largement désertée.) Il choisit d'abord un emplacement au confluent de l'Irrawaddy et de la Myitnge où s'éleva plus tard Ava, mais les astrologues de sa cour le déclarèrent de mauvais augure et il l'installa un peu plus au sud, à Pinya.
Thihathu s'installa dans son nouveau palais de Pinya en 1313, trois ans après être devenu le seul roi, et il adopta le style et les titres des anciens rois de Pagan. Au cours de sa cérémonie de couronnement, la reine douairière Shin Saw, veuve de Narathihapati (le dernier roi de Pagan), lui présenta la ceinture dorée et le plateau doré propriété de la famille royale depuis le fondateur du royaume Anawrahta (1044–1078). Thihathu se considéra désormais officiellement comme l'héritier des rois de Pagan, à tel point qu'il nomma prince héritier en 1315 Uzana I, un fils du roi de Pagan Kyawswa (qu'il avait détrôné et fait tuer en 1301) et de son épouse Mi Saw U (qu'il avait mise dans son propre harem en 1298, enceinte d'Uzana, avant d'adopter celui-ci),.

### Sécession de Sagaing (1315)
Le fils aîné de Thihathu, Sawyun, âgé de 15 ans, n'apprécia pas d'être ainsi frustré de ses espérances. Encouragé par des moines de la forêt, il partit avec ses partisans pour Sagaing, de l'autre côté de l'Irrawaddy. Il ne se révolta pas formellement et resta loyal à son père, au moins en paroles. Thihathu, qui n'avait jamais voulu partager le pouvoir avec personne, même pas avec ses frères, ne punit pas Sawyun (ou ne put pas le faire), et après sa mort en 1324, les deux royaumes se déparèrent, Pinya contrôlant la Birmanie centrale à l'est de l'Irrawaddy et le royaume de Sagaing à l'ouest.

### Années centrales
Uzana I succéda normalement à son père adoptif en 1325. Reste de la dynastie de Pagan, il était un peu déplacé à la cour de Pinya, dominée par les ministres et les militaires shans, et bien que son règne durât presque 20 ans, il occupa le trône pour le compte de son successeur et demi-frère maternel Kyawswa I. Celui-ci, fils de Thihathu et petit-fils de Narathipati par sa mère Mi Saw U, était un meilleur choix, puisqu'il descendait à la fois de Pagan et des shans. Uzana abdiqua en sa faveur en 1343 et se fit ermite.
Sagaing et Pinya s'affrontèrent de façon sporadique au cours des années qui suivirent, mais en vain. Les raids shans venus du nord représentaient une menace plus pressante, qui s'intensifia à la fin des années 1350.

### Chute de Pinya
En 1364, le roi de Pinya Narathu imagina un plan pour se débarrasser à la fois du royaume de Sagaing et des exaspérants pillards shans venus du nord. Il s'allia avec le saopha (prince) de Mogaung pour attaquer Sagaing, et lorsque les shans lancèrent leur assaut contre la ville, ses troupes se contentèrent de regarder depuis l'autre rive. Malheureusement ce plan fut un échec : les shans prirent Sagaing tout seuls, la pillèrent et se retournèrent contre Narathu. Elles traversèrent l'Irrawaddy, prirent Pinya et emmenèrent Narathu prisonnier à Mogaung. Cette campagne laissa la Birmanie centrale en cendres. Un frère aîné de Narathu, Uzana II, lui succéda sur le trône, mais il ne régna que trois mois.